# Leptosol
Leptosol je referenční třída půd v Taxonomickém klasifikačním systému půd České republiky. Název leptosol je odvozen od řeckého slova leptos, jež znamená primitivní, iniciální. Dříve byly nazývány jako nevyvinuté půdy. Jedná se o nevyvinutost z hlediska hloubky půdního profilu, obsahu skeletu a neexistence horizontu B.
Leptosoly vznikají z rozpadů pevných hornin; vyznačují se výraznou skeletovitostí až mělkostí půdního profilu. K litickému kontaktu dochází maximálně v hloubce 30 cm. Leptosoly vznikají na nových nebo vysoce odolných substrátech nebo retrográdním vývojem, kdy dochází ke vzniku nové půdy po erozním smytí půdy staré. Leptosoly jsou azonální půdy.
Do referenční třídy leptosoly náleží půdní typy: litozem, ranker, rendzina a pararendzina.

## Litozem LI
Jedná se o slabě vyvinuté, surové a mělké půdy (do 10 cm) nacházející se na kompaktních horninách. Původním rostlinným krytem jsou většinou skalní stepi, zakrslé dřeviny a reliktní bory.
Litozemě se vyskytují na suchých půdách pahorkatin a hornatin. Jde o extrémně nepříznivé skeletovité půdy. Mohou však mít kvalitní humusový horizont, pak jsou ale nepříznivé díky vysychání či nedostatku vody (jsou vodopropustné).
Hlavním půdotvorným procesem je nevýrazná humifikace spojená buďto se slabým vnitropůdním zvětráváním nebo slabou podzolizací.
Stratigrafie půdního profilu: O – Ah – (Cr –) R
Subtypy: modální

## Ranker RN
Název odvozen od rakouského lidového označení značícího „na příkrém svahu sídlící“. Vznikají ze skeletovitých zvětralých rozpadů silikátových hornin, které jinak mají pevnou, skalní povahu (žuly, ruly). Obsah skeletu je tím větší, čím je matečná hornina odolnější proti zvětrávání, např. na méně odolném pískovci má ranker méně skeletu, než na velmi odolném křemenci.
Rankery jsou výrazněji humifikované, je možná tvorba umbrických a melanických horizontů; jsou přechodem k vyvinutějším půdám. Chemické složení hornin má podstatný vliv na reakci, formu humusu a množství živin. Např. rankery na křemičitých horninách (křemencích, buližnících) jsou extrémně kyselé, naopak na bazických vyvřelinách jsou rankery poměrně bohaté vápníkem.
Původní vegetací jsou suťové lesy (lípa, javor, jasan, jilm). Rankery se nacházejí po celém území pahorkatin a hornatin, a to hlavně na strmých svazích, horských hřbetech či hřebenech a na vrcholech vyvýšenin.
Hlavním půdotvorným procesem je výrazná humifikace.
Stratigrafie půdního profilu: Ah – Cr – R
Subtypy: modální, umbrický, melanický, kambický, dystrický, podzolový, litický, suťový.

## Rendzina RZ
Název odvozen od polského rędzić, tj. skřípat (vápnitý skelet při orbě vrže). Rendziny vznikají ze skeletových rozpadů karbonátových hornin (vápence, dolomity, magnezity, travertiny, slíny s vysokým obsahem CaCO3). Při zvětrávání karbonátových hornin se CaCO3 rozpouští, CO2 prchá a váže se ve vodě, čímž vzniká kyselina uhličitá H2CO3, a dochází jednak k vymývání vápníku vodou a jednak k jeho vázání v humusu. Kdyby byly výchozí substráty zcela chemicky čisté, byly by oblasti jejich výskytu holé, neboť by se zde nemohla rozvinout vegetace, jež by kromě vápníku nebo hořčíku neměla k dispozici ostatní potřebné živiny. Proto karbonátové substráty mají vždy příměsi, tzv. nerozpustný zbytek (živce, oxidy železa a hliníku, jílové minerály, křemen), díky němuž se na těchto matečných horninách může vytvořit minerální půdní hmota. To je příčinou, proč jsou rendziny mělké, kamenité a s nízkým podílem jemnozemě. Všeobecně se karbonáty nacházejí v celém profilu s výjimkou rendziny vyluhované. Rendziny tvoří přechody ke kambisolům a luvisolům.
Rendziny mají pH neutrální až zásadité, příznivé sorpční složení a nepříznivé fyzikální vlastnosti (nedostatek vody). Rendziny jsou kvalitní (humózní), ale pro jednostranný chemismus (nadbytek vápníku a hořčíku, nedostatek draslíku a fosforu) jsou málo úrodné.
Po odlesnění rendziny podléhají snadno erozi. Původní vegetací jsou šípákové a teplomilné doubravy až stepi.
Hlavním půdotvorným procesem je humifikace, možné je i vnitropůdní zvětrávání.
Stratigrafie půdního profilu: O – Ah (Am nebo Ap) – Crk – Rk
Subtypy: modální, melanická, kambická, rubifikovaná, vyluhovaná, litická, suťová

## Pararendzina PR
Pararendzina je půda vzniklá na silikátovém podkladě obsahujícím karbonáty a vyznačující se silikátovým mikroskeletem. Půdotvorné substráty pararendzin tvoří přechod mezi nekarbonátovými horninami, z nichž vzniká ranker a horninami karbonátovými, z nichž vzniká rendzina.
Pararendziny mají převážně neutrální pH a příznivé sorpční vlastnosti. Ve srovnání s rendzinami jde o příznivější půdy co do mocnosti horizontu, nižšího podílu skeletu a vyrovnanějšího chemismu (omezený podíl vápníku). Stejně jako rendziny i pararendziny trpí vysycháním.
Pararendziny se vytvářejí v oblastech křídových a zpevněných sedimentů, dále na spraších, spodních morénách kontinentálního zalednění a suti obsahující CaCO3. Pararendziny se vyskytují zpravidla vždy v nižších oblastech, mají mnohem menší stabilitu než rendziny a ve vlhčích oblastech rychle přecházejí v kambizemě nebo podzoly.
Původní vegetací jsou teplomilné doubravy.
Hlavním půdotvorným procesem je vedle vnitropůdního zvětrávání humifikace.
Stratigrafie půdního profilu: Ah – Crk – Rk
Subtypy: modální, kambická.